# Кацуяма (Фукуй)

36°3′39″ пн. ш. 136°30′2″ сх. д. / 36.06083° пн. ш. 136.50056° сх. д.
Кацуя́ма (яп. 勝山市, かつやまし, МФА: [kat͡sujama ɕi̥]) — місто в Японії, в префектурі Фукуй.

## Короткі відомості
Розташоване в північно-східній частині префектури, у середній течії річки Кудзурю. Виникло на основі призамкового містечка раннього нового часу, яким володів самурайський рід Оґасавара. Основою економіки є вирощування тютюну, текстильна промисловість, машинобудування, виробництво електротоварів, комерція. В місті розташовані руїни буддистського монастиря Хейсендзі, археологічні стоянки з викопними рештками динозаврів. Станом на 1 червня 2009 площа міста становила 253,68 км². Станом на 1 липня 2011 населення міста становило 25 218 осіб.